# Ryder Cup 2014
Navigation
2012 2016
La Ryder Cup 2014, quarantième édition de la Ryder Cup, a lieu du 26 au 28 septembre 2014 au Gleneagles Hotel de Pertshire en Écosse.
L'Europe, dont le capitaine est l'Irlandais Paul McGinley, s'impose sur le score de 16½ à 11½ face à l'équipe américaine de Tom Watson. Après les victoires de 2010 et 2012, c'est le troisième succès consécutif de l'équipe européenne.

## Parcours
Le PGA Centenary course, dessiné par Jack Nicklaus, est l'un des trois parcours du Gleneagles Hotel. Il est inauguré en 1993.
Ce parcours, qui accueille le Johnnie Walker Championship at Gleneagles depuis 1999, est un par 72 (36 à l'aller, 36 au retour) de 7 262 yards / 6 640 mètres, soit le parcours le plus court utilisé dans le cadre de la Ryder Cup depuis dix ans.
| Aller | Aller | Aller                     | Retour | Retour | Retour                    |
| N°    | Par   | Distance (yards / mètres) | N°     | Par    | Distance (yards / mètres) |
| ----- | ----- | ------------------------- | ------ | ------ | ------------------------- |
| 1     | 4     | 426 / 389                 | 10     | 3      | 208 / 190                 |
| 2     | 5     | 516 / 472                 | 11     | 4      | 350 / 320                 |
| 3     | 4     | 431 / 394                 | 12     | 4      | 445 / 407                 |
| 4     | 3     | 239 / 219                 | 13     | 4      | 481 / 440                 |
| 5     | 4     | 461 / 421                 | 14     | 4      | 320 / 293                 |
| 6     | 3     | 201 / 184                 | 15     | 4      | 463 / 423                 |
| 7     | 4     | 468 / 428                 | 16     | 5      | 543 / 497                 |
| 8     | 4     | 419 / 383                 | 17     | 3      | 194 / 177                 |
| 9     | 5     | 564 / 516                 | 18     | 5      | 533 / 487                 |
| Aller | 36    | 3 725 / 3 406             | Retour | 36     | 3 537 / 3 234             |

## Équipes

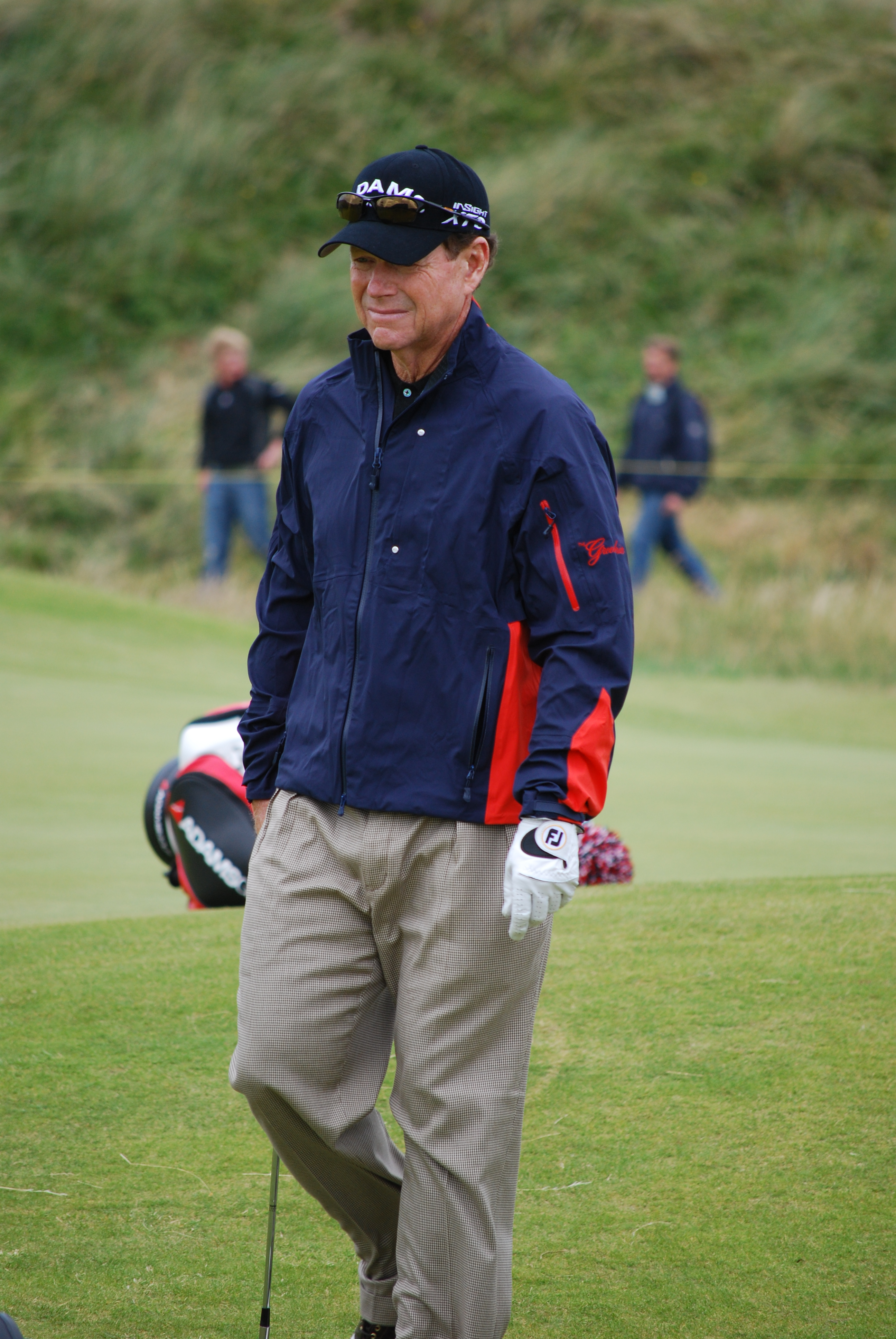
Tom Watson, en 2008.

Les Américains sont les premiers à désigner le capitaine de leur équipe. Ils désignent Tom Watson pour le poste de capitaine. Tom Watson participe à quatre éditions de la Ryder Cup, en 1977,1981, 1983, trois victoires, et en 1989, édition où les deux équipes terminent à égalité, l'Europe conservant le trophée. Il est également capitaine de l'équipe américaine lors de l'édition 1993 où les Américains s'imposent. Andy North (en), une défaite en 1985, est le premier vice-capitaine choisit par Watson, en juillet 2013, puis c'est au tour de Raymond Floyd, huit participations dont sept victoires en tant que joueur et un nul en tant que capitaine en 1989, en février 2014 et enfin il choisit Steve Stricker, membre de l'équipe américaine lors des trois dernières éditions.

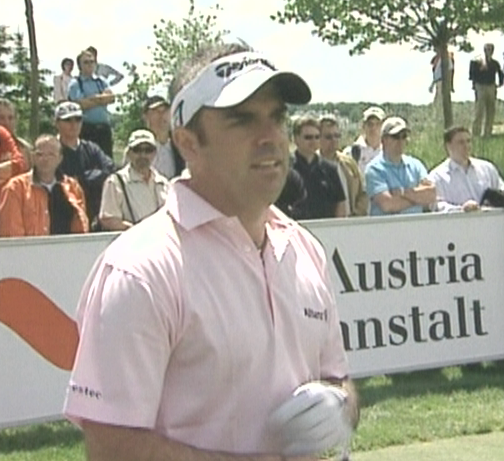
Paul McGinley.

l'Irlandais Paul McGinley, vainqueur de lors de l'édition 2002, vice-capitaine de Colin Montgomerie en 2010 puis de José María Olazábal en 2012, est désigné en janvier 2013 capitaine de l'édition 2014, préféré à Colin Montgomerie, Miguel Ángel Jiménez et Darren Clarke. Il choisit comme vice-capitaine Des Smyth (en), deux fois membres d'une équipe de Ryder Cup, et Sam Torrance, victorieux en tant que capitaine en 2002 et en 1985, 1987 et 1995. Ce dernier compte également un nul, en 1989, et quatre autres participations. En septembre, il annonce que Miguel Ángel Jiménez, quatre participations dont deux victoires, Pádraig Harrington six participations dont quatre victoires et José María Olazábal, capitaine de l'équipe victorieuse en 2012 et sept participations, dont trois victoires, rejoignent également son équipe, portant son nombre de vice-capitaine à cinq. Il s'assure également de la présence de Sir Alex Ferguson, l'ancien entraîneur de Manchester United, pour parler de motivation.
| Europe                 | Europe                              | États-Unis     | États-Unis                          |
| ---------------------- | ----------------------------------- | -------------- | ----------------------------------- |
|                        |                                     |                |                                     |
| Capitaines             |                                     |                |                                     |
| Paul McGinley          | Paul McGinley                       | Tom Watson     | Tom Watson                          |
| Joueur                 | Note                                | Joueur         | Note                                |
| Thomas Bjørn           | 3e participation                    | Keegan Bradley | Choix du capitaine 2e participation |
| Jamie Donaldson        | débutant                            | Rickie Fowler  | 2e participation                    |
| Victor Dubuisson       | débutant                            | Jim Furyk      | 9e participation                    |
| Stephen Gallacher (en) | Choix du capitaine débutant         | Zach Johnson   | 4e participation                    |
| Sergio García          | 7e participation                    | Matt Kuchar    | 3e participation                    |
| Martin Kaymer          | 3e participation                    | Hunter Mahan   | Choix du capitaine 3e participation |
| Graeme McDowell        | 4e participation                    | Phil Mickelson | 10e participation                   |
| Rory McIlroy           | 3e participation                    | Patrick Reed   | débutant                            |
| Ian Poulter            | Choix du capitaine 5e participation | Webb Simpson   | Choix du capitaine 2e participation |
| Justin Rose            | 3e participation                    | Jordan Spieth  | débutant                            |
| Henrik Stenson         | 3e participation                    | Jimmy Walker   | débutant                            |
| Lee Westwood           | Choix du capitaine 9e participation | Bubba Watson   | 3e participation                    |

## Compétition

### Première journée
Vendredi 26 septembre 2014 - Matin
Au terme de la première journée, l'équipe européenne est en tête, menant au score par 5 à 3. Les Américains terminent pourtant la session du matin, disputée en quatre balles meilleure balle, avec un avantage d'un point, la paire des débutants Spieth/Reed s'imposant largement par 5 et 4 face à Poulter/Gallacher et Mickelson/Bradley remportant sur le score de 1 up la rencontre les opposant à McIlroy/García. Les Européens remportent une victoire grâce à la paire Stenson/Rose qui bat B. Watson/Simpson par 5 et 4. La partie disputée entre la paire européenne Kaymer/Björn et la paire américaine Fowler/Walker n'a pas de vainqueur.
| Europe              | Résultats           | États-Unis          |
| ------------------- | ------------------- | ------------------- |
| Stenson / Rose      | Europe : 5 et 4     | Watson / Simpson    |
| Kaymer / Björn      | Égalité             | Fowler / Walker     |
| Poulter / Gallacher | États-Unis : 5 et 4 | Spieth / Reed       |
| McIlroy / García    | États-Unis : 1 up   | Mickelson / Bradley |
| 1,5                 | Session             | 2,5                 |
| 1,5                 | Au général          | 2,5                 |

Vendredi 26 septembre 2014 - Après-midi
Lors de l'après-midi, les Européens remportent trois parties grâce aux paires Donaldson/Westwood, Rose/Stenson et Dubuisson/McDowell qui s'imposent respectivement face aux paires américaines Furyk/Kuchar, Mahan/Johnson et Mickelson/Bradley sur les scores de 2 up, 2 et 1 et 3 et 2. Lors de la dernière partie, la paire McIlroy/García arrache le match nul face à Walker/Fowler grâce à deux gros coups, un putt de 12 mètres de McIlroy sur le trou numéro 17 et un coup « invraisemblable » de Garcia depuis le rough sur le dernier trou.
| Europe               | Résultats       | États-Unis          |
| -------------------- | --------------- | ------------------- |
| Donaldson / Westwood | Europe : 2 up   | Furyk / Kuchar      |
| Rose / Stenson       | Europe : 2 et 1 | Mahan / Johnson     |
| McIlroy / García     | Égalité         | Walker / Fowler     |
| Dubuisson / McDowell | Europe : 3 et 2 | Mickelson / Bradley |
| 3,5                  | Session         | 0,5                 |
| 5                    | Au général      | 3                   |

### Deuxième journée
Samedi 27 septembre 2014 - Matin
| Europe               | Résultats           | États-Unis        |
| -------------------- | ------------------- | ----------------- |
| Rose / Stenson       | Europe : 3 et 2     | B.Watson / Kuchar |
| Donaldson / Westwood | États-Unis : 4 et 3 | Furyk / Mahan     |
| Kaymer / Björn       | États-Unis : 5 et 3 | Spieth / Reed     |
| McIlroy / Poulter    | Égalité             | Fowler / Walker   |
| 1,5                  | Session             | 2,5               |
| 6,5                  | Au général          | 5,5               |

Samedi 27 septembre 2014 - Après-midi
| Europe               | Résultats       | États-Unis       |
| -------------------- | --------------- | ---------------- |
| Donaldson / Westwood | Europe : 2 et 1 | Johnson / Kuchar |
| McIlroy / García     | Europe : 3 et 2 | Furyk / Mahan    |
| Kaymer / Rose        | Égalité         | Spieth / Reed    |
| Dubuisson / McDowell | Europe : 5 et 4 | Fowler / Walker  |
| 3,5                  | Session         | 0,5              |
| 10                   | Au général      | 6                |

### Troisième journée
Dimanche 28 septembre 2014 - Après-midi
Le premier point de la journée des simples est apporté par Rory McIlroy qui s'impose 5 et 4 face à Rickie Fowler après avoir rapidement pris l'avantage dans la partie, remportant cinq des six premiers trous. Le deuxième point est apporté par son compatriote nord-irlandais Graeme McDowell qui, mené 3 up par Jordan Spieth après le cinquième trou, remporte quatre trous consécutifs, du numéro 10 au 13, puis le trou numéro 15, pour s'imposer 2 et 1.
Patrick Reed apporte le premier point américain en s'imposant face à Henrik Stenson, remportant le trou numéro 18. Phil Mickelson apporte le huitième point de l'équipe américaine en remportant la rencontre l'opposant à Stephen Gallacher (en) sur le score de 3 et 1. Quelques minutes plus tard, Matt Kuchar inscrit un neuvième point pour son équipe en s'imposant face à Thomas Bjørn. C'est ensuite Martin Kaymer qui inscrit le treizième point de l'équipe européenne grâce à un score de 4 et 2 face à Bubba Watson. Justin Rose, en remportant le dernier trou, apporte un demi-point en partageant la partie avec Hunter Mahan qui mène 4 up après le trou numéro 6, puis concède les quatre trous du 8 au 11.
C'est finalement le Gallois Jamie Donaldson qui apporte le point décisif à son équipe en remportant la rencontre l'opposant à Keegan Bradley sur le score de 5 et 3 : sur le trou numéro 15, il réalise un coup de fer qui place la balle très proche du drapeau, ce qui provoque un point donné par l'Américain,. Avec 14½, contre 9½ alors pour les Américains, l'Europe est assurée de conserver son trophée.
Sergio García apporte ensuite un nouveau point en s'imposant 1 up face à Jim Furyk. Puis Ian Poulter conserve son invincibilité dans les simples en partageant la partie avec Webb Simpson. Lee Westwood s'incline 3 et 2 face à Jimmy Walker. La dernière partie, opposant Victor Dubuisson à Zach Johnson, se termine sur le dernier trou, le Français, 1 up au départ, partageant le score en raison d'un birdie de l'Américain.
| Europe            | Résultats           | États-Unis     |
| ----------------- | ------------------- | -------------- |
| Graeme McDowell   | Europe : 2 et 1     | Jordan Spieth  |
| Henrik Stenson    | États-Unis : 1 up   | Patrick Reed   |
| Rory McIlroy      | Europe : 5 et 4     | Rickie Fowler  |
| Justin Rose       | Égalité             | Hunter Mahan   |
| Stephen Gallacher | États-Unis : 3 et 1 | Phil Mickelson |
| Martin Kaymer     | Europe : 4 et 2     | Bubba Watson   |
| Thomas Björn      | États-Unis : 4 et 3 | Matt Kuchar    |
| Sergio García     | Europe : 1 up       | Jim Furyk      |
| Ian Poulter       | Égalité             | Webb Simpson   |
| Jamie Donaldson   | Europe : 4 et 3     | Keegan Bradley |
| Lee Westwood      | États-Unis : 3 et 2 | Jimmy Walker   |
| Victor Dubuisson  | Égalité             | Zach Johnson   |
| 6,5               | Session             | 5,5            |
| 16,5              | Au général          | 11,5           |

## Statistiques des joueurs
| Europe                 | Europe            | Europe           | Europe        | Europe           | États-Unis     | États-Unis        | États-Unis       | États-Unis    | États-Unis       |
| Joueur                 | Nombre d'éditions | Avant 2014 V-D-N | En 2014 V-D-N | Après 2014 V-D-N | Joueur         | Nombre d'éditions | Avant 2014 V-D-N | En 2014 V-D-N | Après 2014 V-D-N |
| ---------------------- | ----------------- | ---------------- | ------------- | ---------------- | -------------- | ----------------- | ---------------- | ------------- | ---------------- |
| Thomas Bjørn           | 3                 | 3-2-1            | 0-2-1         | 3-4-2            | Keegan Bradley | 2                 | 3-1-0            | 1-2-0         | 4-3-0            |
| Jamie Donaldson        | 1                 | Aucun            | 3-1-0         | 3-1-0            | Rickie Fowler  | 2                 | 0-1-2            | 0-2-3         | 0-3-5            |
| Victor Dubuisson       | 1                 | Aucun            | 2-0-1         | 2-0-1            | Jim Furyk      | 9                 | 9-17-4           | 1-3-0         | 10-20-4          |
| Stephen Gallacher (en) | 1                 | Aucun            | 0-2-0         | 0-2-0            | Zach Johnson   | 4                 | 6-4-1            | 0-2-1         | 6-6-2            |
| Sergio García          | 7                 | 16-8-4           | 2-1-1         | 18-9-5           | Matt Kuchar    | 3                 | 3-2-2            | 1-3-0         | 4-5-2            |
| Martin Kaymer          | 3                 | 3-2-1            | 1-1-2         | 4-3-3            | Hunter Mahan   | 3                 | 3-2-3            | 1-2-1         | 4-4-4            |
| Graeme McDowell        | 4                 | 5-5-2            | 3-0-0         | 8-5-2            | Phil Mickelson | 10                | 14-18-6          | 2-1-0         | 16-19-6          |
| Rory McIlroy           | 3                 | 4-3-2            | 2-1-2         | 6-4-4            | Patrick Reed   | 1                 | Aucun            | 3-0-1         | 3-0-1            |
| Ian Poulter            | 5                 | 12-3-0           | 0-1-2         | 12-4-2           | Webb Simpson   | 2                 | 2-2-0            | 0-1-1         | 2-3-1            |
| Justin Rose            | 3                 | 6-3-0            | 3-0-2         | 9-3-2            | Jordan Spieth  | 1                 | Aucun            | 2-1-1         | 2-1-1            |
| Henrik Stenson         | 3                 | 2-3-2            | 3-1-0         | 5-4-2            | Jimmy Walker   | 1                 | Aucun            | 1-1-3         | 1-1-3            |
| Lee Westwood           | 9                 | 18-13-6          | 2-2-0         | 20-15-6          | Bubba Watson   | 3                 | 3-5-0            | 0-3-0         | 3-8-0            |